# Демијен Трејле
Демијен Трејле (фр. Damien Traille; 12. јун 1979) професионални је француски рагбиста, који тренутно игра за По. Висок 193 цм, тежак 105 кг, у каријери је играо за По 1998-2004 (45 утакмица, 91 поена) и Олимпик Биариц 2004-2014 (229 утакмица, 306 поена), пре него што је лета 2014. по други пут потписао за По. Са Биарицом је освојио 1 челинџ куп (2000) и 2 титуле првака Француске (2005 и 2006.), а са екипом По освојио је 1 челинџ куп (2000). За репрезентацију Француске дебитовао је 2001. против "спрингбокса" у Паризу. Играо је у свих 5 утакмица купа шест нација 2002. Играо је и на свим утакмицама Француске у купу шест нација 2003. и на светском првенству 2003. За "галске петлове" је одиграо 85 тест мечева и постигао 128 поена.